# کوین اشلی
کوین اشلی (انگلیسی: Kevin Ashley؛ زادهٔ ۳۱ دسامبر ۱۹۶۸) بازیکن فوتبال اهل بریتانیا است.
از باشگاه‌هایی که در آن بازی کرده‌است می‌توان به باشگاه فوتبال ولورهمپتون واندررز، باشگاه فوتبال پیتربورو یونایتد، باشگاه فوتبال دونکستر راورز، و باشگاه فوتبال بیرمنگام سیتی اشاره کرد.